# Peter Gummer
Peter Gummer (* 30. November 1940 in Offenburg; † 10. Mai 2019) war ein deutscher Richter; er war der letzte Präsident des Bayerischen Obersten Landesgerichts vor dessen Wiedereinführung im Jahr 2018.

## Leben
Nach Beendigung seiner juristischen Ausbildung trat Gummer 1967 in den  öffentlichen Dienst des Freistaats Bayern ein. In wechselnden Verwendungen war er zunächst im Justizministerium, später als Richter und Staatsanwalt, sowie erneut in der Justizverwaltung tätig. Hier leitete er zuletzt von 1987 bis 1991 die Personalabteilung und war unter anderem für die Abordnung bayerischer Richter an Gerichte der neuen Bundesländer nach der Wiedervereinigung zuständig.
1991 wurde er zum Vizepräsidenten des Bayerischen Obersten Landesgerichts und 2000 als Nachfolger von Horst Tilch zu dessen Präsidenten ernannt.
In Gummers Amtszeit als Präsident fiel die Entscheidung der Bayerischen Landesregierung zur Abschaffung des Gerichts. Gummer, der sich vehement für den Erhalt des „Bayerischen Obersten“ eingesetzt hatte, nahm dies zum Anlass, noch vor Erreichen der Altersgrenze um seine Pensionierung nachzusuchen. Zum 31. Dezember 2004 wurde er daraufhin in den Ruhestand versetzt und mit einer Feierstunde am 26. Januar 2005 verabschiedet. Da das Gericht noch bis zum 30. Juni 2006 zur Abarbeitung von Altfällen fortbestand, übernahm der bisherige Vizepräsident Hartwig Sprau die Leitung des Gerichts, ohne jedoch zum Präsidenten befördert zu werden. Gummer bleibt somit in der Geschichte der letzte Präsident des Bayerischen Obersten Landesgerichts bis zu dessen Wiedereinführung im Jahr 2018.
Neben seiner richterlichen Tätigkeit nahm Gummer auch am rechtswissenschaftlichen Diskurs teil, wobei er der juristischen Fachöffentlichkeit wohl vor allem als Mitautor eines verbreiteten Kommentars zur Zivilprozessordnung bekannt ist.

## Ehrungen und Auszeichnungen
- Verdienstkreuz am Bande des Verdienstordens der Bundesrepublik Deutschland
- Bayerischer Verdienstorden